# Gemma Craven
Pour les articles homonymes, voir Craven.
Rita Gemma Craven (née le 1er juin 1950 à Dublin) est une actrice irlandaise.

## Biographie
La famille Craven déménage de Dublin en Grande-Bretagne en 1960. Elle est élève de la même école que Helen Mirren, St Bernard's Convent High School for Girls à Westcliff-on-Sea, en Essex.
Elle apparaît comme Cendrillon dans le film The Slipper and the Rose (1976) face à Richard Chamberlain. Elle est choisie alors qu'elle est une inconnue, après avoir été repérée par l'un des producteurs alors qu'elle se produit au Bristol Old Vic dans une production de L'Opéra de quat'sous. Elle reçoit l'Evening Standard British Film Awards du meilleur espoir féminin pour ce film.
Elle participe à l'émission de sélection de l'Irlande au Concours Eurovision de la chanson 1978 avec la chanson All Fall Down, où elle finit troisième.
Au West End Theatre Londres, elle joue aux côtés de Tom Conti dans la comédie musicale They're Playing Our Song]' pour laquelle elle remporte un Laurence Olivier Award (à l'époque ayant le nom de Society of West End Theatre Awards SWET) en 1980. Avec Les Amants terribles, elle tourne au Royaume-Uni en 1991 et 1992.
Elle se fait connaître d'un large public avec le rôle de Joan Parker, l'épouse glaciale d'Arthur (Bob Hoskins), dans la version télévisée originale de Pennies From Heaven de Dennis Potter en 1978 ; depuis, elle parle de la difficulté que présentait le rôle de réaliser une scène de nu, qu'elle considère comme contraire à une image publique.
Son rôle le plus important est celui de Minna Wagner, la première épouse de Richard Wagner incarné par Richard Burton, dans la mini-série Wagner en 1983.

## Vie privée
Craven est mariée de 1981 à 1984 à l'acteur Frazer Hines et de 1990 à 1996 au financier David Beamish.

## Filmographie
- 1972 : Dick Whittington (TV)
- 1973 : Hey Brian! (série télévisée, 6 épisodes)
- 1976 : The Slipper and the Rose
- 1978 : Pennies From Heaven (série télévisée, 6 épisodes)
- 1978 : Must Wear Tights (TV)
- 1979 : She Loves Me (TV)
- 1979 : Why Not Stay for Breakfast?
- 1982 : East Lynne (TV)
- 1983 : Wagner (série télévisée, 7 épisodes)
- 1985 : Robin of Sherwood (série télévisée, 1 épisode)
- 1991 : Boon (série télévisée, 1 épisode)
- 1992 : Double X: The Name of the Game
- 1992 : T-Bag (série télévisée, 1 épisode)
- 1993 : The Man Who Cried (TV)
- 1993 : The Mystery of Edwin Drood
- 1993 : The Marshal (TV)
- 1993 : The Brown Man (TV)
- 1994 : Words Upon the Window Pane
- 1995 : Father Ted (série télévisée, 1 épisode)
- 1997 : The Last Bus Home
- 1998 : Two Lives (série télévisée, 1 épisode)
- 2001 : The Hole
- 2001 : The Cazalets (série télévisée, 3 épisodes)
- 2004 : My Life in Film (série télévisée, 1 épisode)
- 2006-2008 : The Clinic (série télévisée, 28 épisodes)
- 2008 : Inspecteur Barnaby (série télévisée, 1 épisode)
- 2008 : Hollyoaks Later (série télévisée, 5 épisodes)
- 2009 : Heartbeat (série télévisée, 1 épisode)
- 2009 : Doc Martin (série télévisée, 1 épisode)
- 2009 : Hollyoaks (série télévisée, 2 épisodes)
- 2012 : The Living and the Dying